# 西門町 (嘉義市)

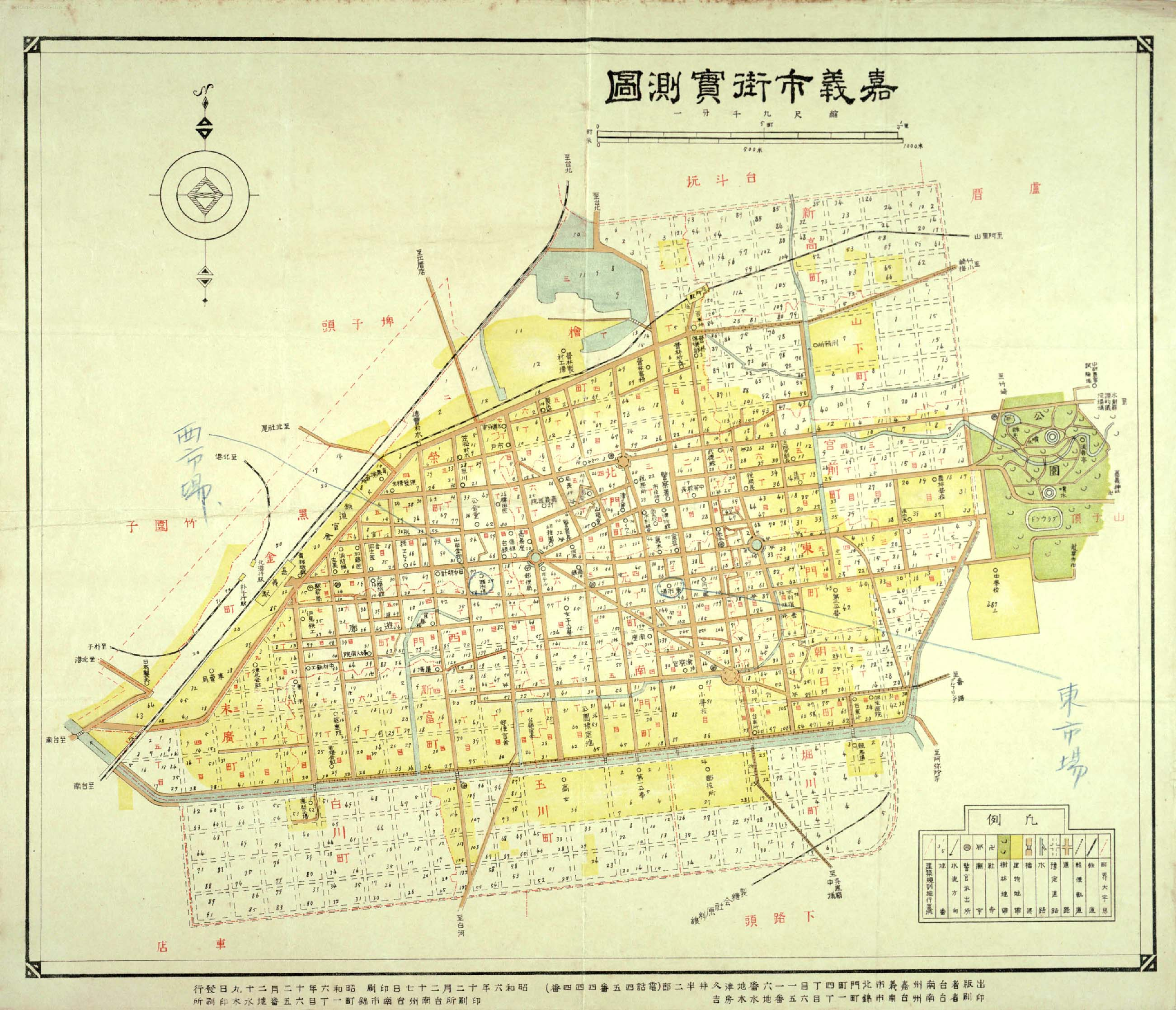
1931年嘉義市街圖

西門町是台南州嘉義市於台灣日治時代1930年至1945年之行政區，由東至西分為9個丁目，大致位在中山路、國華街、延平街之間的地區，為現今地籍西門段一至九小段之範圍。

## 町內設施
- 二丁目：嘉義西市場
- 四丁目：真言宗嘉義布教所
- 五丁目：嘉義遊廓
- 六丁目：西門町警察官吏派出所、嘉義遊廓
- 七丁目：臺灣竹材株式會社、臺灣煉瓦株式會社嘉義工場
- 八丁目：日東商船組嘉義支店、明治製菓嘉義配給所
- 九丁目：專賣局嘉義支局（今嘉義市立美術館）[1]